# Oliwnik (roślina)
Oliwnik (Elaeagnus L.) – rodzaj krzewów i drzew z rodziny oliwnikowatych. Podział taksonomiczny rodzaju nie jest jednoznacznie ustalony i w różnych ujęciach liczba gatunków waha się od ok. 40 do ok. 90 gatunków. Zasięg rodzaju obejmuje południowo-wschodnią Europę (tu rośnie oliwnik wąskolistny), poprzez Azję, gdzie osiąga największe zróżnicowanie, po Japonię i południowo-wschodnią część Ameryki Północnej (gdzie występuje oliwnik srebrzysty). Jeden gatunek (Elaeagnus triflora) sięga na południu po Australię, gdzie rośnie we wschodnim Queenslandzie. W Polsce rośliny z tego rodzaju są uprawiane, przy czym oliwnik srebrzysty dziczeje i ma status zadomowionego antropofita.
Są to rośliny kserofityczne, nierzadko halofityczne (rosnące na glebach słonych). Rosną na suchych siedliskach na stepach, półpustyniach, w suchych zaroślach, także w górach. Mogą rosnąć na ubogich siedliskach m.in. dzięki symbiozie z promieniowcami w brodawkach korzeniowych. Uprawiane są jako rośliny pionierskie, miododajne, ozdobne, użyźniające glebę, rzadziej także jako owocowe. Walorem ozdobnym są srebrzyste liście i silnie pachnące kwiaty. Do najbardziej rozpowszechnionych w uprawie, także w Polsce, należy oliwnik wąskolistny, poza tym oliwnik srebrzysty i baldaszkowy. Popularne są także (w strefie klimatu umiarkowanego ciepłego) zimozielone gatunki japońskie – E. macrophylla i E. pungens oraz mieszaniec między nimi – E. × ebingii.

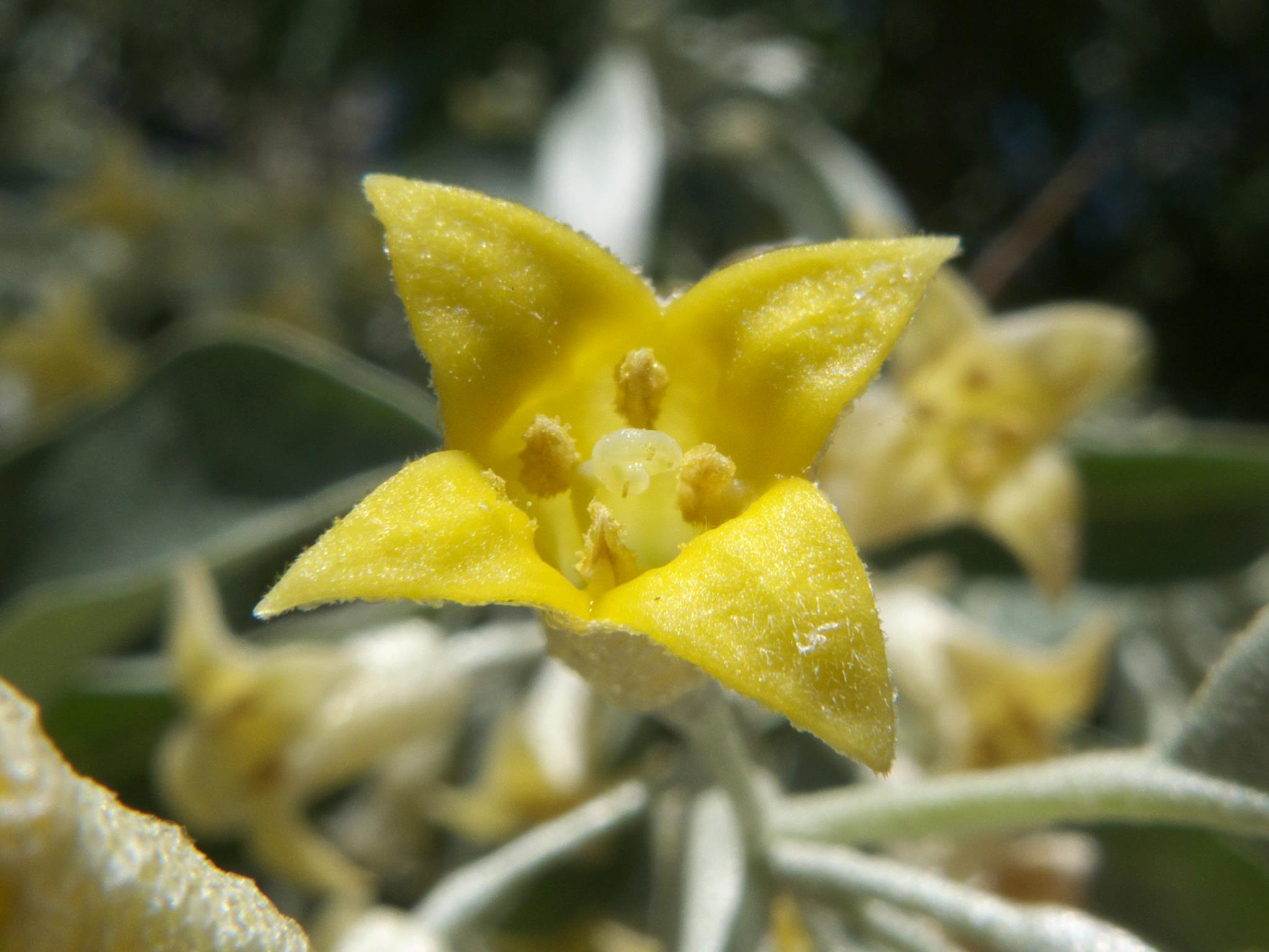
Kwiat oliwnika wąskolistnego

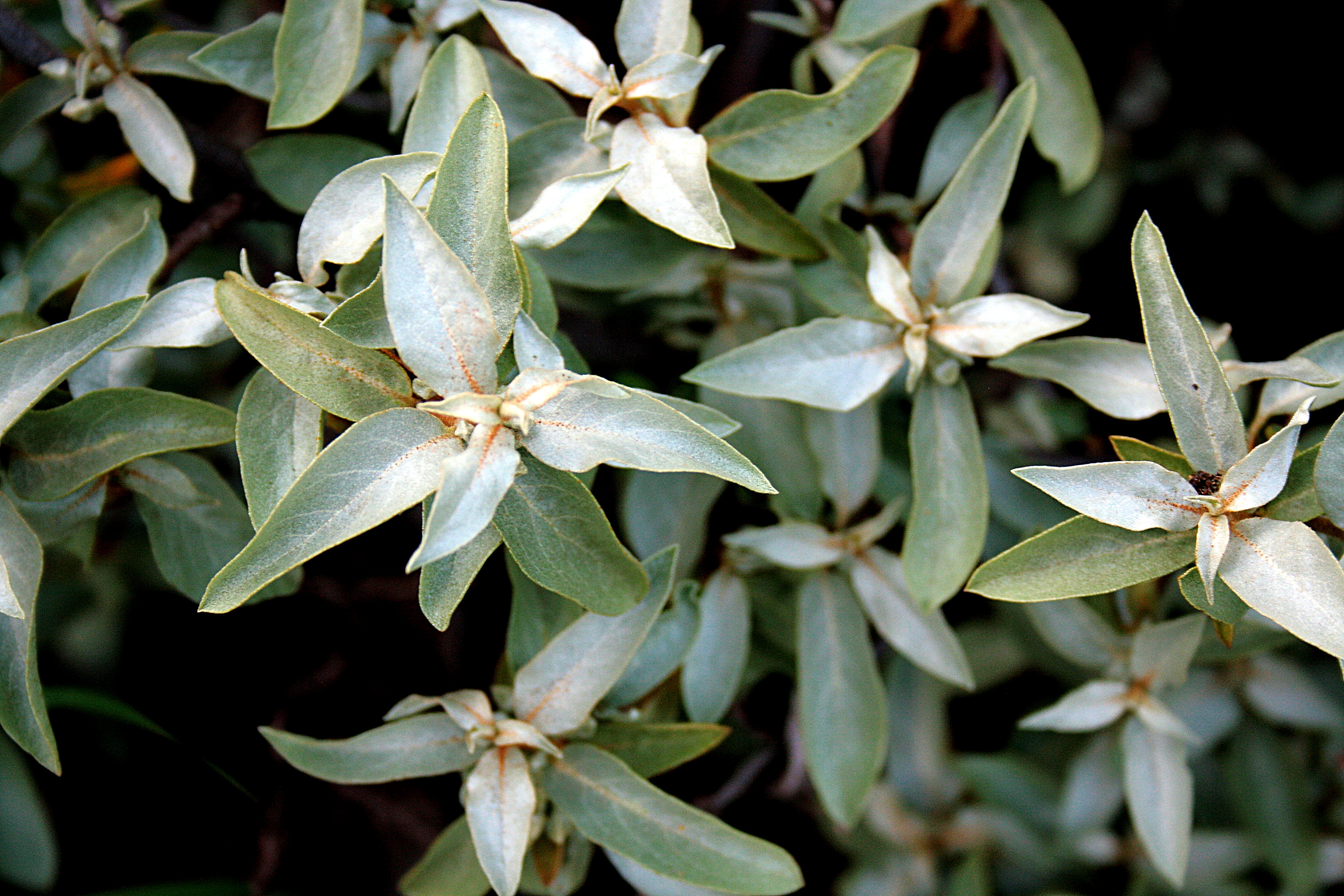
Oliwnik srebrzysty

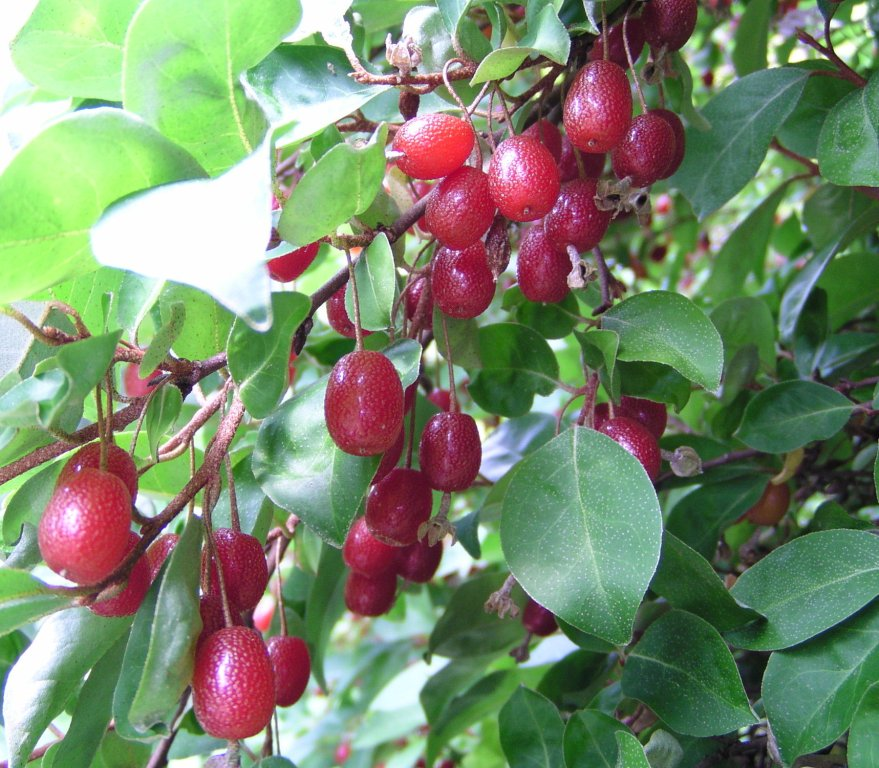
Oliwnik wielokwiatowy

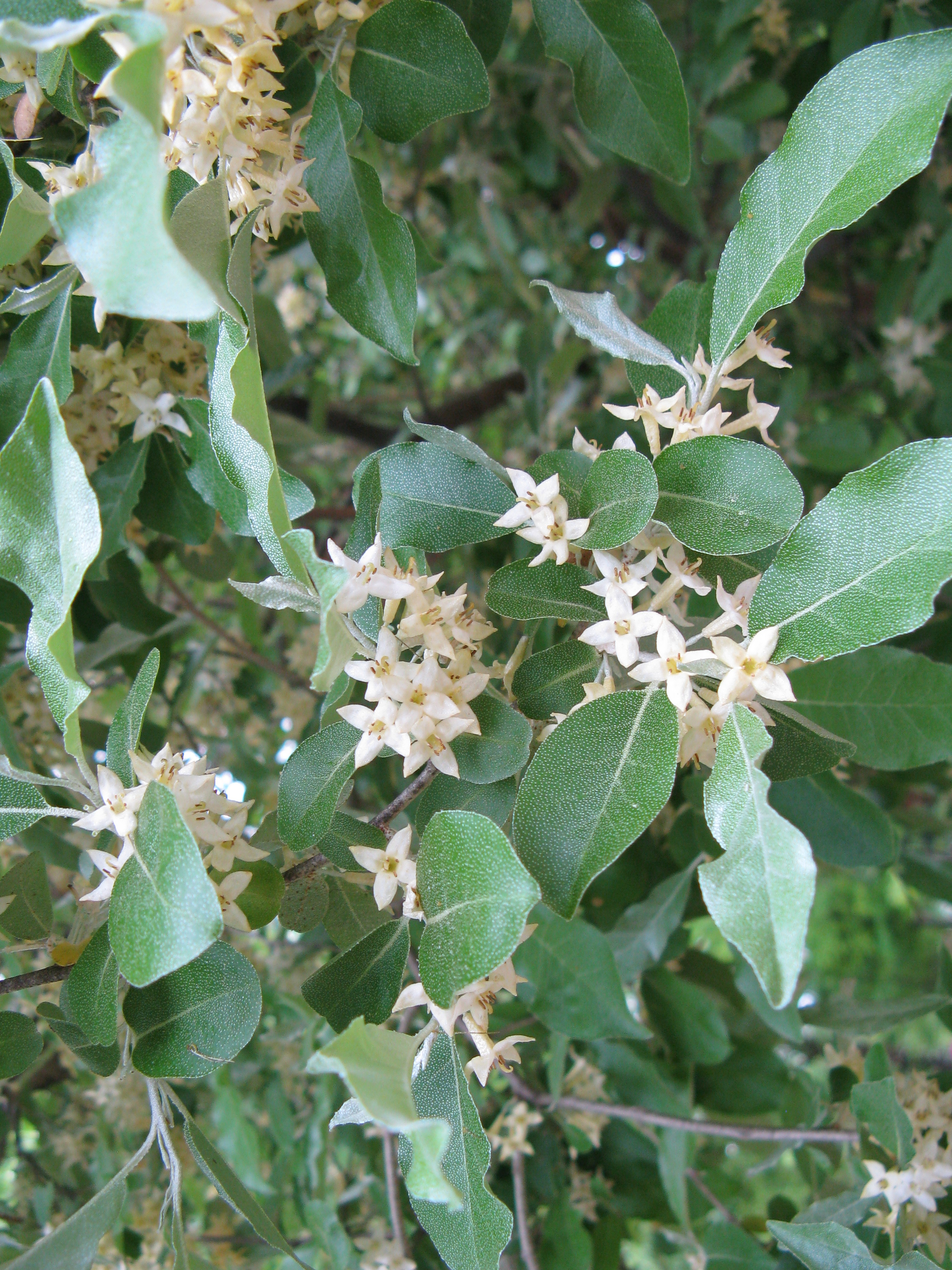
Oliwnik baldaszkowy

## Morfologia
PokrójKrzewy i niskie drzewa (do 7 m, rzadko do 14 m wysokości), często cierniste, rzadko rośliny o pędach wspinających się. Pędy srebrzyste lub brązowe w zależności od barwy tarczek lub promienistych włosków je pokrywających.
LiścieSkrętoległe, opadające zimą lub zimozielone. Blaszka liściowa całobrzega, o kształcie od lancetowatego do jajowatego. Pączki i liście pokryte tarczkami i łuskami obustronnie lub tylko od spodu i z tego powodu srebrzyste.
KwiatyRozwijają się w kątach liści pojedynczo lub skupione w niewielkich pęczkach wyrastając na krótkopędach. Silnie pachną i mają barwę białą, kremową lub żółtą. Barwę nadają kwiatom 4 działki rurkowatego lub dzwonkowatego kielicha – brak płatków korony. Kwiaty są obupłciowe. Pręciki są 4, naprzemianległe działkom. Zalążnia górna, tworzona jest przez jeden owocolistek, zawiera jeden zalążek. Pojedynczy słupek zwieńczony jest wydłużonym znamieniem.
OwoceOwoc pozorny – nibypestkowiec. Jego nibyowocnia powstaje z rozrastającego się podczas owocowania kielicha. U niektórych gatunków nibyowocnia jest sucha i srebrzysta od tarczek (np. oliwnik wąskolistny i srebrzysty), u innych mięsista i soczysta, barwy czerwonej. Właściwe owoce to twarde orzeszki (nibypestki) z podłużnymi 8 żebrami.

## Systematyka
Podział rodzaju na gatunki podlega rewizjom i znacznym zmianom. Wiele gatunków wyróżniono na podstawie zmian cech ilościowych, zmieniających się nierzadko płynnie, przez co ich diagnoza taksonomiczna jest bardzo problematyczna. Po rewizji systematycznej oliwników chińskich z podawanych we „Flora of China” 67 gatunków (w tym 55 endemitów tego kraju), pozostało 36 gatunków.
Pozycja systematyczna według APweb (aktualizowany system APG III z 2009)
Jeden z trzech rodzajów z rodziny oliwnikowatych (Elaeagnaceae Juss.), z rzędu różowców w obrębie okrytonasiennych.
Wykaz gatunków
- Elaeagnus angustata (Rehder) C.Y.Chang
- Elaeagnus angustifolia L. – oliwnik wąskolistny
- Elaeagnus annamensis S.Moore
- Elaeagnus argyi H.Lév.
- Elaeagnus bambusetorum Hand.-Mazz.
- Elaeagnus bockii Diels
- Elaeagnus bonii Lecomte
- Elaeagnus calcarea Z.R.Xu
- Elaeagnus caudata Schltdl. ex Momiy.
- Elaeagnus cinnamomifolia W.K.Hu & H.F.Chow
- Elaeagnus commutata Bernh. ex Rydb. – oliwnik srebrzysty
- Elaeagnus conferta Roxb.
- Elaeagnus courtoisii Belval
- Elaeagnus davidii Franch.
- Elaeagnus delavayi Lecomte
- Elaeagnus difficilis Servett.
- Elaeagnus epitricha Momiy. ex H.Ohba
- Elaeagnus fasciculata Griff.
- Elaeagnus formosana Nakai
- Elaeagnus formosensis Hatus.
- Elaeagnus geniculata D.Fang
- Elaeagnus glabra Thunb.
- Elaeagnus gonyanthes Benth.
- Elaeagnus griffithii Servett.
- Elaeagnus grijsii Hance
- Elaeagnus guizhouensis C.Y.Chang
- Elaeagnus henryi Warb. ex Diels
- Elaeagnus heterophylla D.Fang & D.R.Liang
- Elaeagnus hunanensis C.J.Qi & Q.Z.Lin
- Elaeagnus indica Servett.
- Elaeagnus infundibularis Momiy.
- Elaeagnus jiangxiensis C.Y.Chang
- Elaeagnus jingdonensis C.Y.Chang
- Elaeagnus kanaii Momiy.
- Elaeagnus lanceolata Warb.
- Elaeagnus lanpingensis C.Y.Chang
- Elaeagnus laosensis Lecomte
- Elaeagnus latifolia L.
- Elaeagnus lipoensis Z.R.Xu
- Elaeagnus liuzhouensis C.Y.Chang
- Elaeagnus longiloba C.Y.Chang
- Elaeagnus loureiroi Champ.
- Elaeagnus luoxiangensis C.Y.Chang
- Elaeagnus luxiensis C.Y.Chang
- Elaeagnus macrantha Rehder
- Elaeagnus macrophylla Thunb. – oliwnik wielkolistny
- Elaeagnus magna (Servett.) Rehder
- Elaeagnus × maritima Koidz.
- Elaeagnus matsunoana Makino
- Elaeagnus maximowiczii Servett.
- Elaeagnus micrantha C.Y.Chang
- Elaeagnus mollis Diels
- Elaeagnus montana Makino – oliwnik górski
- Elaeagnus morrisonensis Hayata
- Elaeagnus multiflora Thunb. – oliwnik wielokwiatowy
- Elaeagnus murakamiana Makino
- Elaeagnus nanchuanensis C.Y.Chang
- Elaeagnus obovata H.L.Li
- Elaeagnus obovatifolia D.Fang
- Elaeagnus obtusa C.Y.Chang
- Elaeagnus oldhamii Maxim.
- Elaeagnus ovata Servett.
- Elaeagnus pallidiflora C.Y.Chang
- Elaeagnus parvifolia Wall. ex Royle
- Elaeagnus pilostyla C.Y.Chang
- Elaeagnus pingnanensis C.Y.Chang
- Elaeagnus pungens Thunb. – oliwnik kłujący
- Elaeagnus pyriformis Hook.f.
- Elaeagnus × reflexa E.Morren & Decne. – oliwnik zagięty
- Elaeagnus retrostyla C.Y.Chang
- Elaeagnus rivularis Merr.
- Elaeagnus rotundata Nakai
- Elaeagnus s-stylata Z.R.Xu
- Elaeagnus sarmentosa Rehder
- Elaeagnus schlechtendalii Servett.
- Elaeagnus songarica Schltr.
- Elaeagnus stellipila Rehder
- Elaeagnus × submacrophylla Servett.
- Elaeagnus takeshitai Makino
- Elaeagnus taliensis C.Y.Chang
- Elaeagnus tarokoensis S.Y.Lu & Yuen P.Yang
- Elaeagnus thunbergii Servett.
- Elaeagnus tonkinensis Servett.
- Elaeagnus tricholepis Momiy.
- Elaeagnus triflora Roxb.
- Elaeagnus tubiflora C.Y.Chang
- Elaeagnus tutcheri Dunn
- Elaeagnus umbellata Thunb. – oliwnik baldaszkowy
- Elaeagnus viridis Servett.
- Elaeagnus wenshanensis C.Y.Chang
- Elaeagnus wilsonii H.L.Li
- Elaeagnus wushanensis C.Y.Chang
- Elaeagnus xichouensis C.Y.Chang
- Elaeagnus xingwenensis C.Y.Chang
- Elaeagnus xizangensis C.Y.Chang
- Elaeagnus yoshinoi Makino
- Elaeagnus yunnanensis Servett.